# Heptasteornis
Heptasteornis andrewsi
Genre
Espèce
Heptasteornis est un genre fossile douteux de petits dinosaures théropodes du Crétacé supérieur (Maastrichtien), retrouvé en Transylvanie, en Roumanie dans la formation géologique de Sânpetru (en), dans le bassin de Hațeg. 
Il n'est connu que par deux fragments distaux de tibiotarses, répertoriés BMNH A4359 et A1528.
Le statut taxonomique et la position systématique de ces os sont très controversés et ils sont souvent considérés comme des synonymes juniors de Bradycneme ou d'Elopteryx. Compte tenu de la nature fragmentaire des fossiles, peu de choses peuvent être précisées et Heptasteornis est généralement considéré comme un nomen dubium par la plupart des paléontologues.
L'espèce type et seule espèce, Heptasteornis andrewsi, a été nommée et décrite par Colin Harrison et Cyril Walker (en) en 1975. 
Le genre est basé sur l'holotype BMNH A1588, retrouvé dans une strate datée du Maastrichtien de la formation géologique de Sânpetru (en), dans le bassin de Haţeg.

## Histoire et classification
En 1975, Harrison et Walker décrivent deux « bradycnémidés » de Roumanie, B. draculae et Heptasteornis andrewsi. Ces deux spécimens avaient d'abord été attribués à une espèce douteuse d'oiseaux Pelecaniformes, nommée Elopteryx nopcsai. Pour ces auteurs il s'agit d'os appartenant à un hibou géant.
En 1978, Pierce Brodkorb rejette l’hypothèse « oiseau » et relie ce fossile aux petits théropodes. Depuis, les trois genres Heptasteornis, Bradycneme, Elopteryx ont été à la fois mis en synonymie, séparés puis ré-assignés un grand nombre de fois,,,,.
En 1998, Csiki et Grigorescu considèrent que Heptasteornis et Bradycneme seraient un même genre basal des Tetanurae.
En 2004 cependant, Darren Naish et J. Dyke pensent plutôt qu'Heptasteornis est un Alvarezsauridae.
La même année, P. J. Makovicky et M. A. Norell placent au contraire Bradycneme et Heptasteornis dans la famille des Troodontidae.
Il est considéré comme nomen dubium (Makovicky et Norell, 2004 ; Martinelli et Vera, 2007).